# Ooencyrtus cirinae
Ooencyrtus cirinae är en stekelart som beskrevs av Prinsloo 1987. Ooencyrtus cirinae ingår i släktet Ooencyrtus och familjen sköldlussteklar. Inga underarter finns listade i Catalogue of Life.